# Anni 480 a.C.
Gli anni 480 a.C. sono il decennio che comprende gli anni dal 489 a.C. al 480 a.C. inclusi.

## Eventi, invenzioni e scoperte
- In Cina inizia il periodo dei regni combattenti
- Battaglia delle Termopili.
- A Rajagrha si tiene il primo concilio buddhista.

## Nati
- Zenone di Elea, filosofo greco antico († 431 a.C.)488 a.C.
- Ducezio, re († 440 a.C.)485 a.C.
- Euripide, drammaturgo greco antico († 406 a.C.)484 a.C.
- Acheo di Eretria, tragediografo greco antico
- Erodoto, storico greco antico481 a.C.
- Zisi, filosofo cinese († 402 a.C.)480 a.C.
- Antifonte di Ramnunte, oratore ateniese († 411 a.C.)

## Morti
- Milziade, generale e politico ateniese487 a.C.
- Attio Tullio, condottiero latino486 a.C.
- Dario I di Persia, re persiano (n. 550 a.C.)
- Gautama Buddha, monaco buddista, filosofo e mistico indiano (n. 566 a.C.)485 a.C.
- Spurio Cassio Vecellino, politico e militare romano484 a.C.
- Wu Zixu, militare e politico cinese (n. 559 a.C.)480 a.C.

- 10 agosto - Eurito di Sparta, militare spartano
- 23 settembre - Ariabigne, ammiraglio persiano
- 23 settembre - Damasitimo, re persiano
- Amilcare I, condottiero cartaginese
- Demofilo, militare greco antico
- Efialte di Trachis, greco antico
- Quinto Fabio Vibulano, politico e militare romano
- Leonida I, re spartano
- Gneo Manlio Cincinnato, politico e militare romano
- Pantite, militare spartano